# Ophioderma longicauda
Ophioderma longicauda är en ormstjärneart som först beskrevs av Nicolaus Bruzelius 1805.  Ophioderma longicauda ingår i släktet Ophioderma och familjen Ophiodermatidae. Inga underarter finns listade i Catalogue of Life.